# She-Hulk : Avocate
Je s'appelle Groot Secret Invasion
She-Hulk : Avocate (She-Hulk: Attorney at Law) est une mini-série américaine créée par Jessica Gao (en), basée sur le personnage des comics Marvel du même nom et diffusée sur la plateforme de streaming Disney+. Il se déroule dans l'univers cinématographique Marvel, partageant la continuité avec les films de la franchise. La série est produite par Marvel Studios.
Tatiana Maslany joue le rôle de Jennifer Walters / Miss Hulk. Mark Ruffalo, Tim Roth, Ginger Gonzaga, Renée Elise Goldsberry et Jameela Jamil sont également à l'affiche.
La série est diffusée à partir du 18 août 2022,, et se compose de neuf épisodes, soit la troisième série comptant plus de six épisodes après WandaVision et What If...?. Elle fait partie de la phase IV de l'univers cinématographique Marvel.

## Synopsis
Jennifer Walters, cousine de Bruce Banner, travaille comme avocate dans le cabinet Goodman, Lieber, Kurtzberg & Holliway spécialisé dans les affaires liées aux super-héros. Après un violent accident de voiture, elle est contaminée par le sang de Bruce. Elle hérite alors de ses pouvoirs et devient à son tour une super-héroïne : Miss Hulk.
Comme son cousin, elle possède une force colossale, mais à sa différence, elle maitrise parfaitement le passage de sa forme humaine à sa forme Hulk et réciproquement. Elle va alors se confronter à divers ennemis dont Mary MacPherran alias Titania, une influenceuse obsédée par Miss Hulk.

## Fiche technique
Sauf indication contraire, les informations mentionnées dans cette section peuvent être confirmées par la base de données cinématographiques IMDb,  présente dans la section « Liens externes ».
- Titre français : She-Hulk : Avocate
- Titre original : She-Hulk: Attorney at Law
- Création : Jessica Gao (en), d'après les personnages créés par Stan Lee et John Buscema
- Réalisation : Kat Coiro (en)
- Scénario :
- Direction artistique : Florian Ballhaus (en)
- Costumes :
- Casting :
- Producteurs exécutifs : Jessica Gao
- Société de production : Marvel Studios
- Société de distribution : Disney Media Distribution
- Budget :
- Diffuseur : Disney+
- Pays d'origine :  États-Unis
- Langue d'origine : anglais
- Format : couleur
- Genres : super-héros
- Durée : 30 minutes
- Date de diffusion : 18 août au 13 octobre 2022
Version française
  - Société de doublage : Dubbing Brothers
  - Direction artistique : Gilles Morvan
  - Adaptation des dialogues : Caroline Vandjour, Sandrine Chevalier

Version québécoise
  - Société de doublage : Difuze Inc.
  - Direction artistique : Gilbert Lachance
  - Adaptation des dialogues : Caroline Vandjour, Sandrine Chevalier

## Distribution
Sauf indication contraire, les informations mentionnées dans cette section peuvent être confirmées par les bases de données cinématographiques IMDb et Allociné,  présentes dans la section « Liens externes ».

### Acteurs principaux
Note : Les acteurs ci-dessous sont crédités dans la distribution principale uniquement dans les épisodes où ils apparaissent.
- Tatiana Maslany (VF : Jessica Monceau ; VQ : Kim Jalabert) : Jennifer Walters / Miss Hulk (She-Hulk en VO)
- Jameela Jamil (VF : Zina Khakhoulia ; VQ : Émilie Josset) : Mary MacPherran / Titania, une rivale de Miss Hulk  (5 épisodes)
- Ginger Gonzaga (VF : Audrey Sourdive ; VQ : Véronique Marchand) : Nikki Ramos, la meilleure amie de Jennifer
- Mark Ruffalo (VF : Rémi Bichet ; VQ : Sylvain Hétu) : Bruce Banner / Professeur Hulk (3 épisodes)
- Josh Segarra (VF et VQ : Xavier Couleau) : Augustus « Pug » Pugliese, un collègue de Miss Hulk (5 épisodes)
- Mark Linn-Baker (VF et VQ : Michel Prud'homme) : Morris Walters (4 épisodes)
- Tess Malis Kincaid (VF : Angélique Rivoux) : Elaine Walters (3 épisodes)
- Tim Roth (VF : Nicolas Marié ; VQ : François Trudel) : Emil Blonsky / l'Abomination (4 épisodes)
- Megan Thee Stallion : elle-même (1 épisode)
- Benedict Wong (VF : Enrique Carballido ; VQ : Pierre-Étienne Rouillard) : Wong (3 épisodes)
- Renée Elise Goldsberry (VF : Aurélie Konaté ; VQ : Catherine Proulx-Lemay) : Mallory Book, une collègue de Miss Hulk (5 épisodes)
- Jon Bass (en)[4] (VF et VQ : Taric Mehani) : Todd Phelps / HulkKing (4 épisodes)
- Rhys Coiro (VF et VQ : Tanguy Goasdoué) : Donny Blaze (1 épisode)
- Griffin Matthews (en) (VF et VQ : Paolo Domingo) : Luke Jacobson (2 épisodes)
- Patti Harrison (VF et VQ : Alexia Papineschi) : Lulu (1 épisode)
- Steve Coulter (VF et VQ : Hervé Jolly) : Holden Holliway (1 épisode)
- Charlie Cox (VF : Sylvain Agaësse ; VQ : Victor Naudet) : Matt Murdock / Daredevil (2 épisodes)

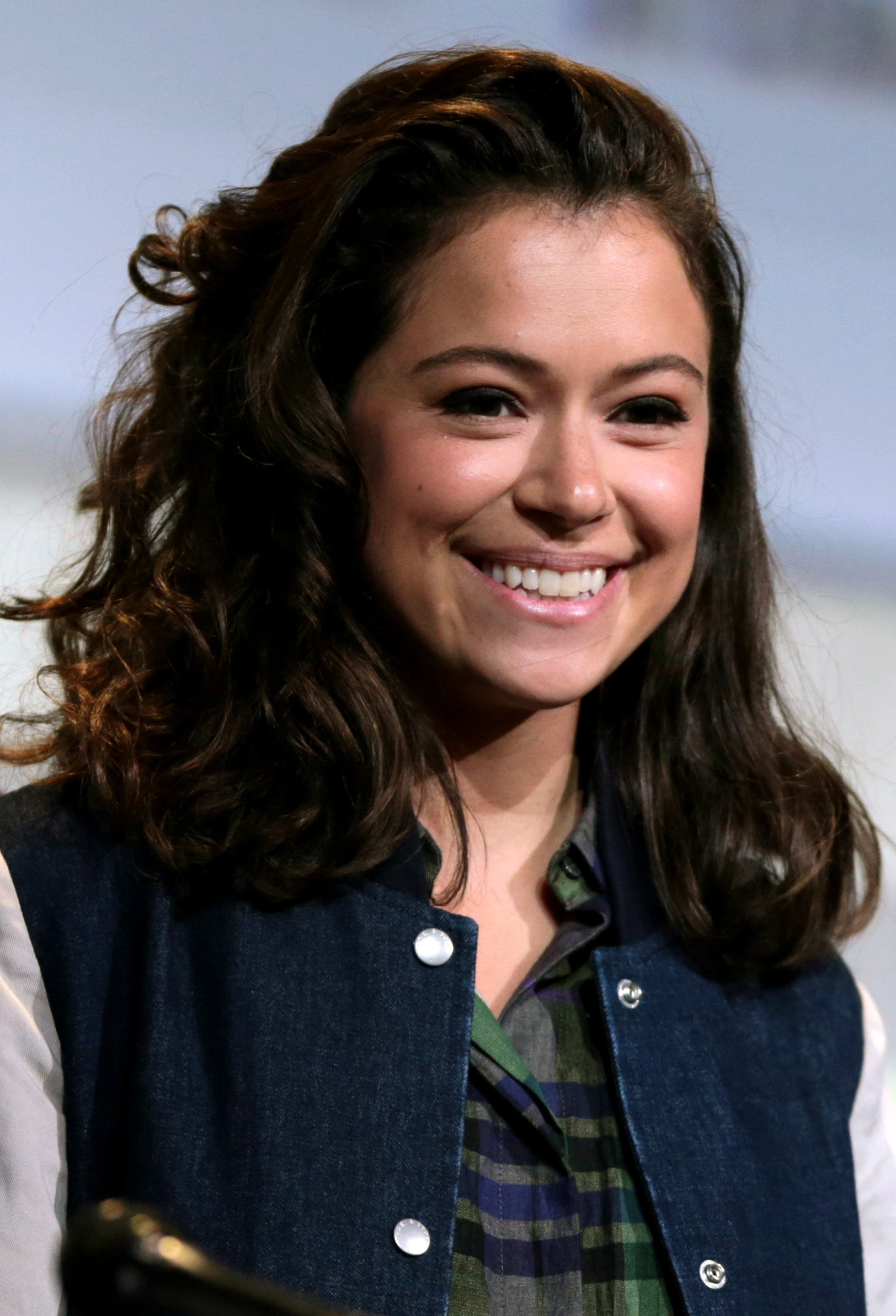
Tatiana Maslany dans le rôle de Jennifer Walters / Miss Hulk
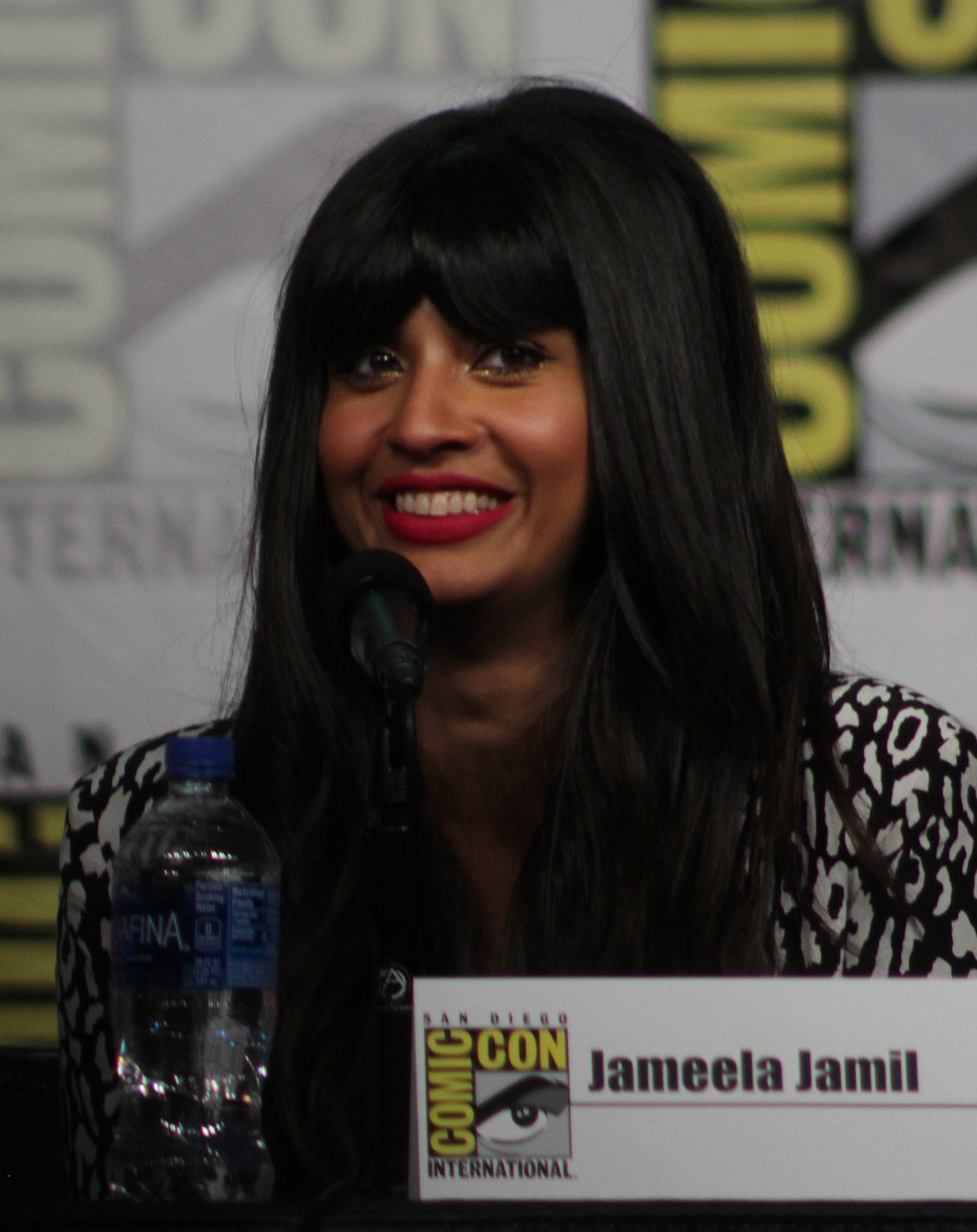
Jameela Jamil dans le rôle de Titania
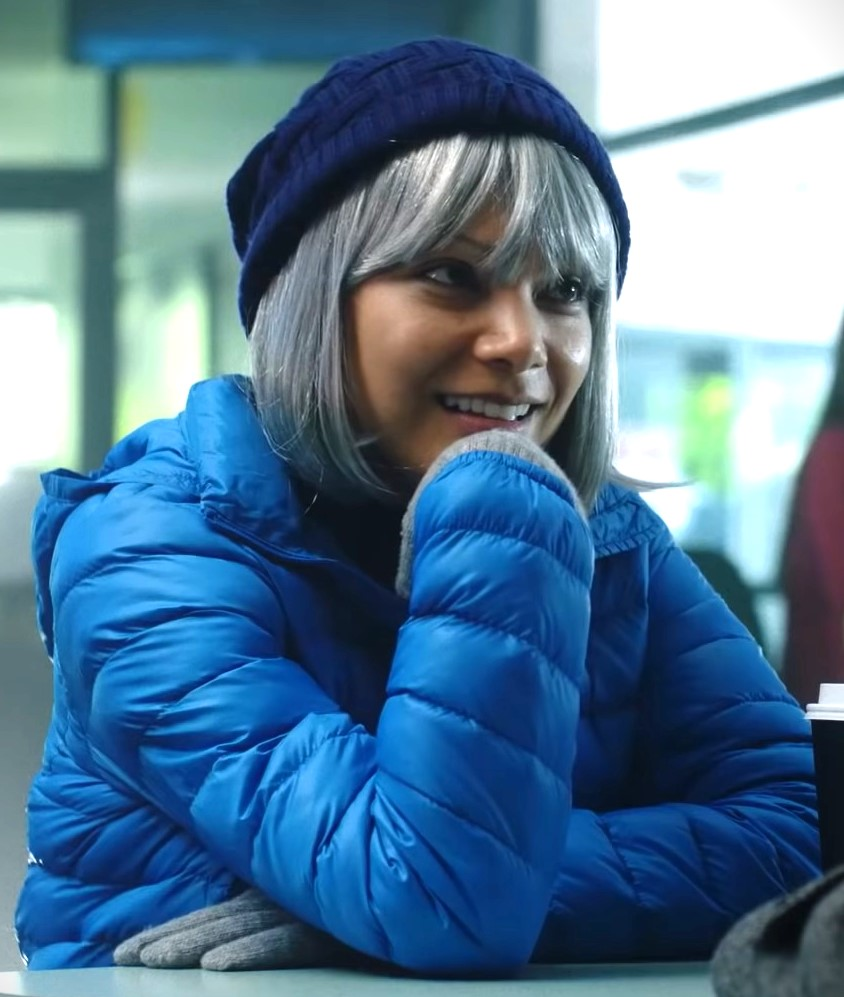
Ginger Gonzaga dans le rôle de Nikki Ramos
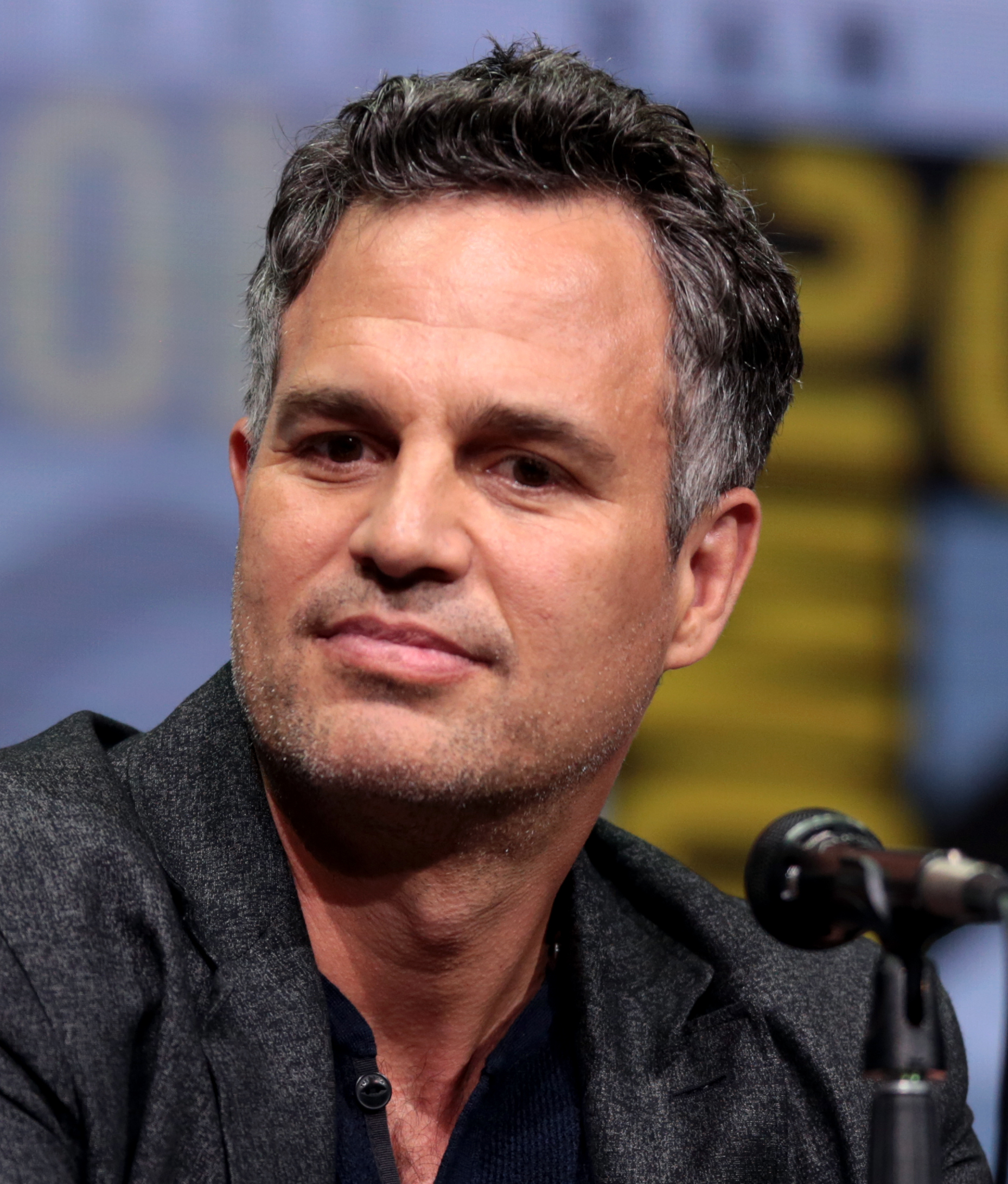
Mark Ruffalo dans le rôle de Bruce Banner / Hulk
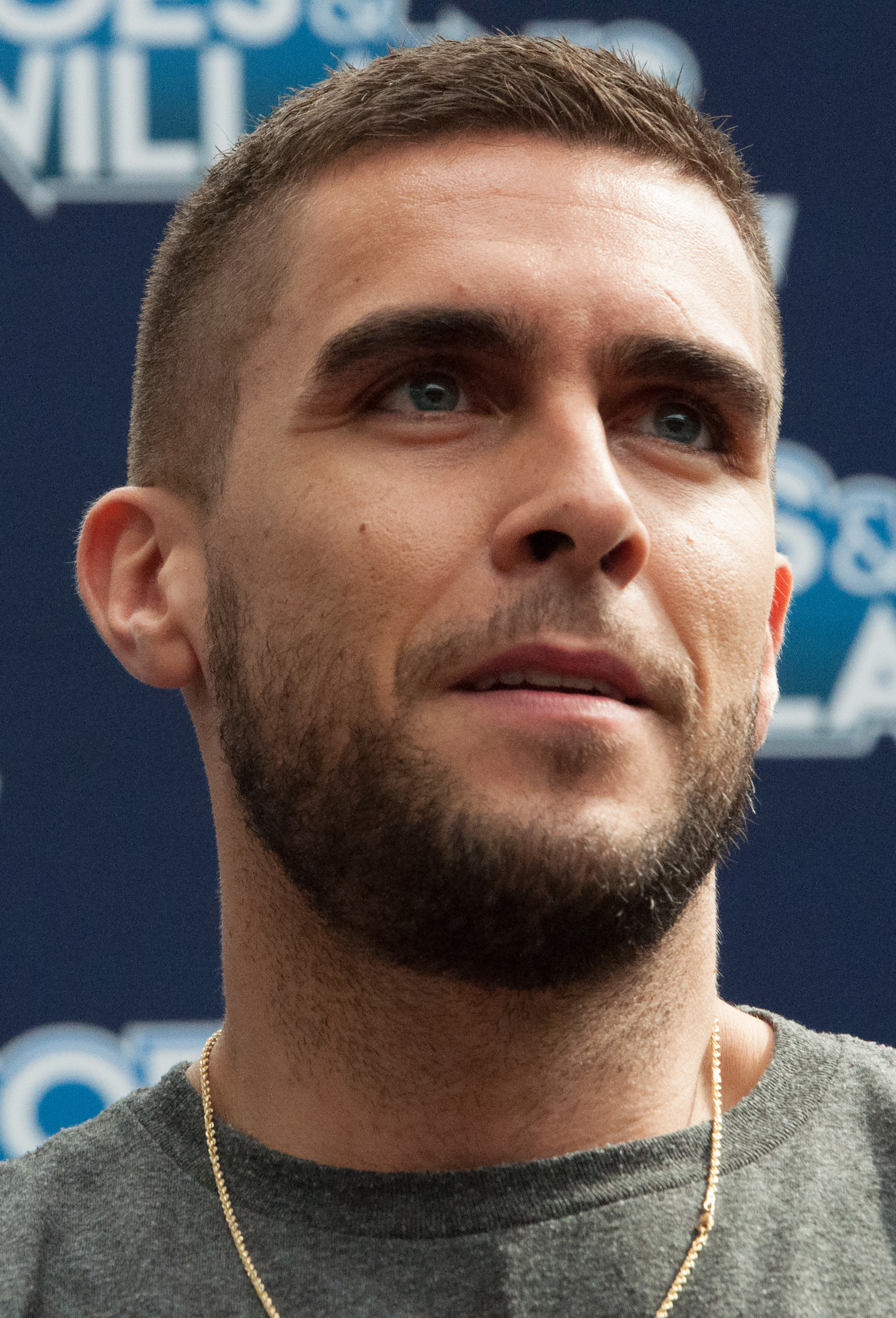
Josh Segarra dans le rôle de Pug
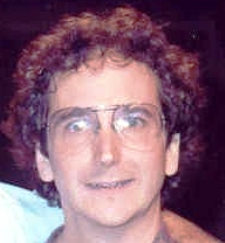
Mark Linn-Baker dans le rôle de Morris Walters
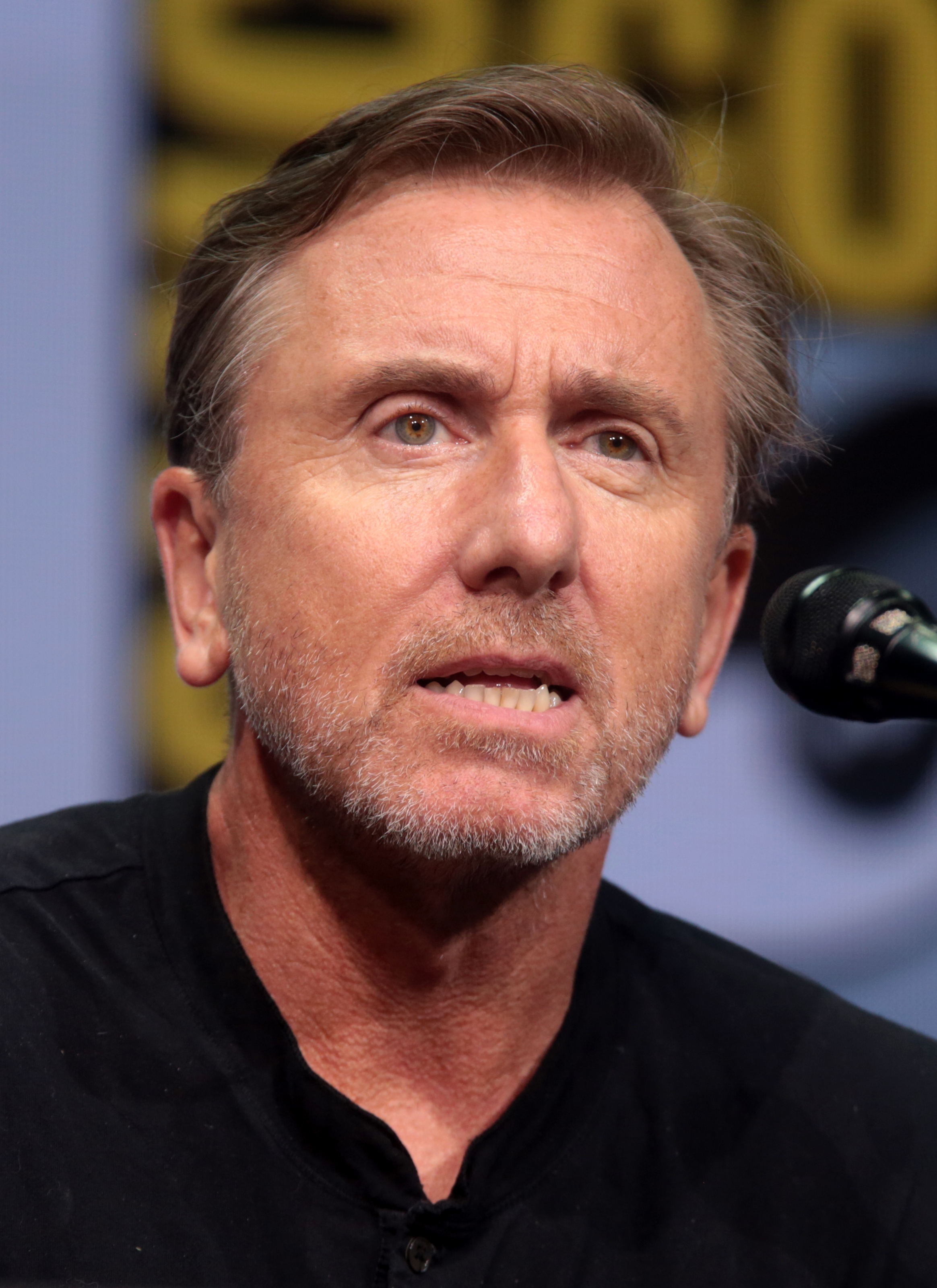
Tim Roth dans le rôle d'Emil Blonsky / Abomination
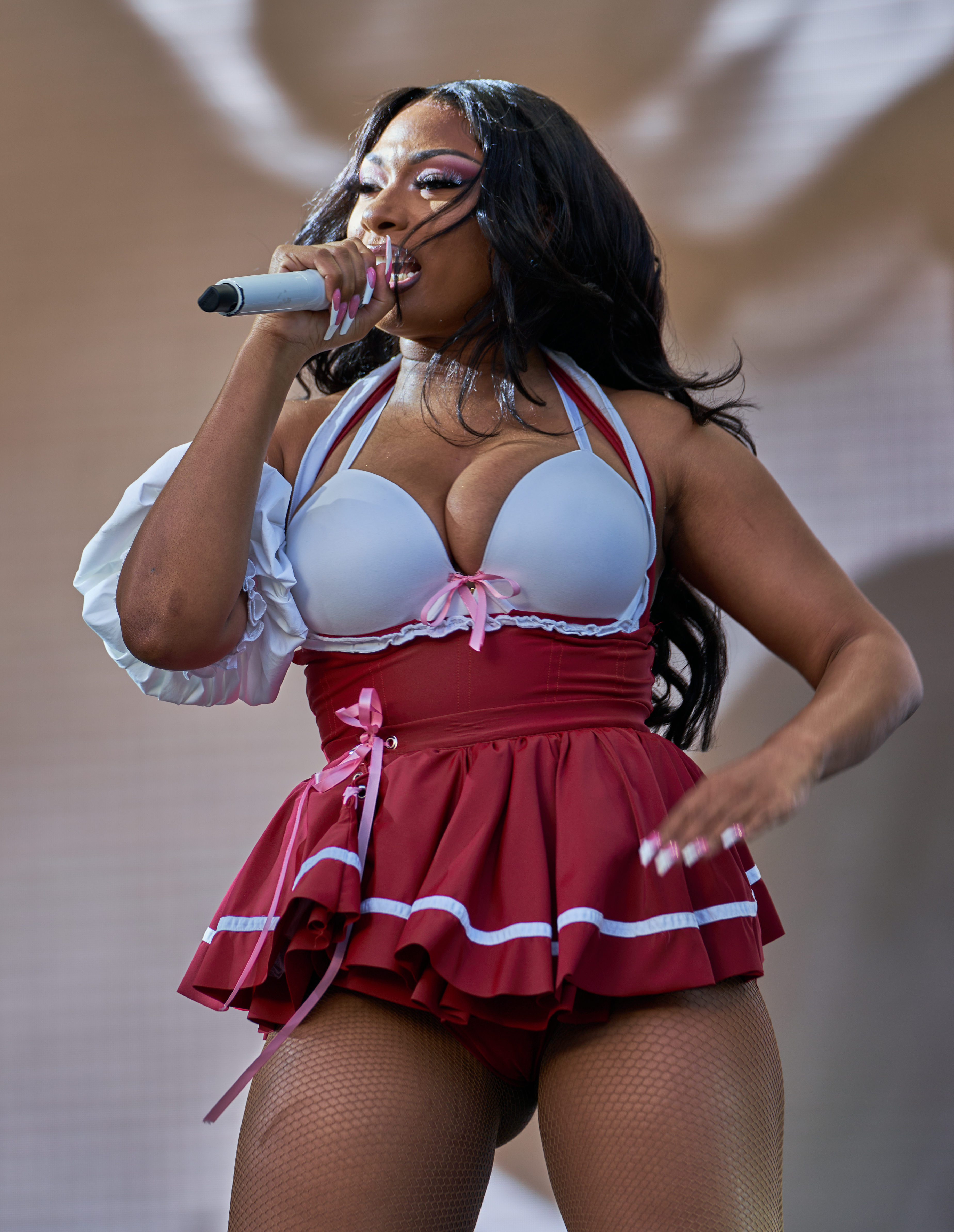
Megan Thee Stallion dans son propre rôle
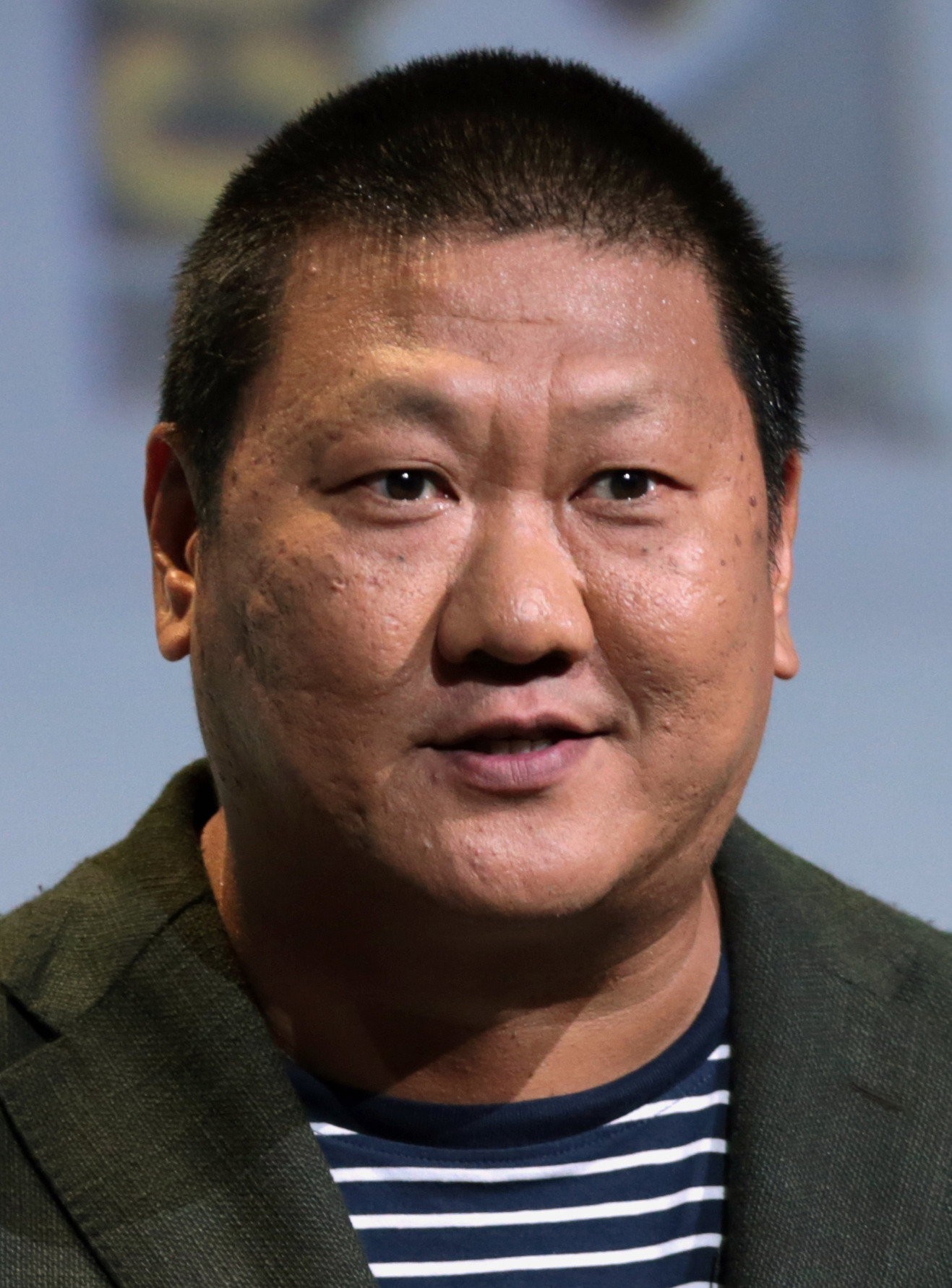
Benedict Wong dans le rôle de Wong
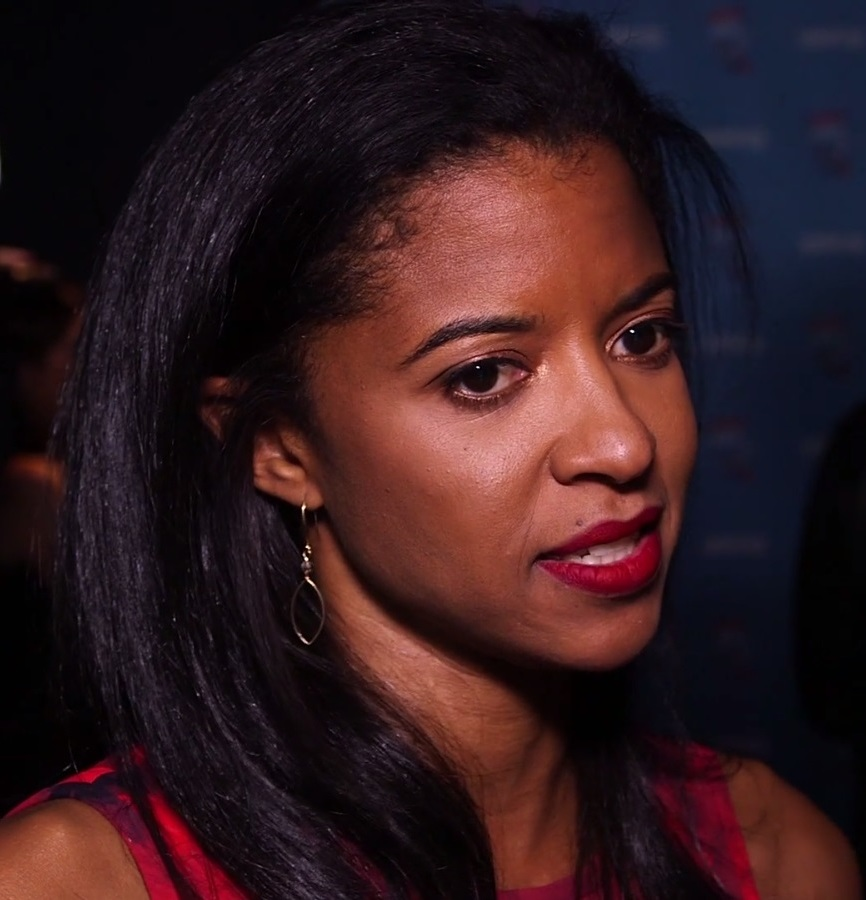
Renée Elise Goldsberry dans le rôle de Mallory Book
Patti Harrison dans le rôle de Lulu
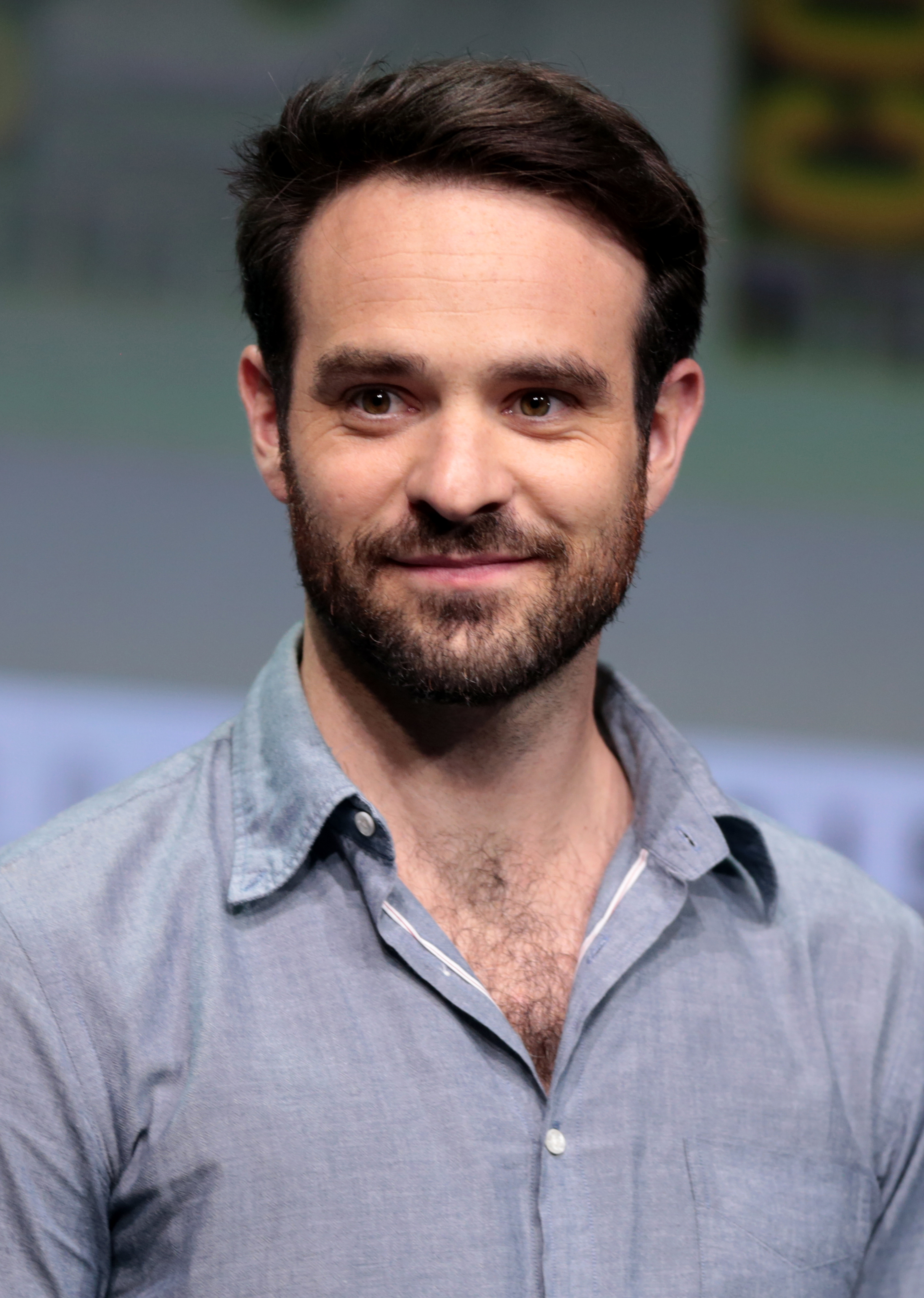
Charlie Cox dans le rôle de Matt Murdock / Daredevil

### Acteurs récurrents
- Drew Matthews (VF et VQ : Aurélien Raynal) : Dennis Bukowski (4 épisodes)
- Nicholas Cirillo : Cousin Ched (4 épisodes)
- Trevor Salter (VF et VQ : Eilias Changuel) : Josh Miller (4 épisodes)
- Nick Gomez (VF et VQ : Mario Bastelica) : Dirk Garthwaite / le Démolisseur (3 épisodes)
- George Bryant (VF : Thierry Desroses) : le juge Price (3 épisodes)

### Acteurs invités
- Peg O'Keef (VF et VQ : Françoise Villemont) : Runa, l'elfe de la Nouvelle Asgard (épisode 3)
- Leon Lamar (VF et VQ : Philippe Ariotti) : Cornelius P. Willows (épisode 4)
- Patty Guggenheim (VF et VQ : Catherine Bonneau) : Madisynn (épisode 4)
- Michel Curiel : Arthur (épisodes 4 et 5)
- Eddy Rioseco : Noah (épisodes 4 et 5)
- David Otunga : Derek (épisodes 4 et 5)
- Brandon Stanley (VF et VQ : Gauthier Battoue) : Eugene Patilio / Leap-Frog (épisode 5 et 8)
- Darrin Toonder (VF et VQ : Serge Faliu) : Robert Wallis, l'avocat de Titania (épisode 5)
- David Pasquesi (VF et VQ : Bernard Lanneau) : M. Immortel (épisode 6)
- Joseph Castillo-Midyett (VF et VQ : Christophe Lemoine) : Alejandro Montoya / El Aguila (épisode 7)
- Nate Hurd (VF et VQ : Laurent Gris) : William Taurens / Homme-taureau (Man-bull en VO) (épisode 7)
- Jordan Aaron Ford (VF et VQ : Maxime Hoareau) : Alexander Gentry / Porcupine (épisode 7)
- Terrence Clowe (VF et VQ : Rody Benghezala) : Muzzafar Lambert / Saracen (épisode 7)
- Wil Deusner : Skaar (épisode 9)
- Brian T. Delaney (VF et VQ : Gilles Morvan) : K.E.V.I.N (voix) (épisode 9)

## Production

### Genèse et développement
En juillet 1989, le personnage de Jennifer Walters / She-Hulk devait apparaître dans le téléfilm La Mort de l'incroyable Hulk (1990). Le personnage n'est finalement pas apparu et une série télévisée proposée à ABC mettant en vedette She-Hulk a été annulée un an plus tard.
En 1991, un film basé sur le personnage est entré dans le développement à New World Pictures avec Larry Cohen en tant que directeur, et Brigitte Nielsen a été choisie pour incarner She-Hulk. Nielsen a participé à une séance photo promotionnelle, mais le film ne s'est finalement pas matérialisé.
En août 2019, Marvel Studios a annoncé lors de la conférence D23 qu'une série basée sur She-Hulk était en cours de développement pour le service de streaming Disney+, qui se déroulerait dans l'univers partagé du MCU.
Ce novembre 2019, Jessica Gao (en) a été embauchée comme productrice exécutive.
En septembre 2020, Kat Coiro a été embauchée pour diriger les premier et dernier épisodes plus quatre autres, et pour produire la série,, tandis qu'Anu Valia avait également rejoint en tant que réalisatrice en décembre 2020. Valia a déclaré qu'elle dirigeait quelques épisodes de la série et a décrit Coiro comme le "leader visionnaire" de la série. La série se composera de dix épisodes de 30 minutes, équivalant à environ six heures de contenu,.
En février 2021, le président de Marvel Studios, Kevin Feige, a déclaré que certaines de leurs séries, dont She-Hulk et Moon Knight, étaient en cours de développement avec le potentiel de faire des saisons futures, contrairement à des séries comme WandaVision (2021) qui ont été développées comme des événements limités menant à des longs métrages.
En janvier 2024, l’actrice principale de la série estime peu probable qu’il n’y ait une saison 2, en raison des coûts de production trop élevés.

### Attribution des rôles
Mark Ruffalo, qui a interprété Bruce Banner / Hulk dans les films MCU, a déclaré en novembre 2019 qu'il prévoyait de rencontrer Kevin Feige pour faire une apparition dans la série.
En février, William Hurt est annoncé pour reprendre son rôle du secrétaire d'État Thaddeus Ross. Il n’est finalement pas présent dans la série.
En mars 2020, Ruffalo a confirmé qu'il était en pourparlers pour reprendre son rôle dans la série.
En septembre 2020, Deadline Hollywood a rapporté que Tatiana Maslany avait été choisie pour le rôle principal de Jennifer Walters / She-Hulk, mais Maslany a nié avoir été choisie.
Le Hollywood Reporter a réaffirmé le casting de Maslany en novembre 2020, et Feige l'a officiellement confirmé le mois suivant, ainsi que l'implication de Ruffalo et le casting de Tim Roth dans la série.
Roth reprend son rôle d'Emil Blonsky / Abomination de L'Incroyable Hulk (2008). Feige a également teasé les apparitions d'autres personnages du MCU étant donné le travail de Walters en tant qu'avocate des super-héros.
En janvier 2021, Ginger Gonzaga a été choisie pour incarner la meilleure amie de Walters, et Renée Elise Goldsberry a été choisie comme Amelia en avril 2021. Anais Almonte a rejoint le casting en juin 2021, tout comme Jameela Jamil dans le rôle de Titania.
Il a été annoncé que Kevin Feige ferait un caméo dans la série,. Finalement, si K.E.V.I.N. (acronyme de Knowledge Enhanced Visual Interconnectivity Nexus), dont le nom fait référence à Kevin Feige, devait avoir la voix du producteur, celui-ci a refusé et un comédien de doublage, non crédité, a été appelé. Jessica Gao et l'équipe de scénaristes font un caméo dans l'épisode final de la saison.

### Tournage
Le tournage a commencé le 10 avril 2021 à Los Angeles et aux Trilith Studios à Atlanta, Géorgie avec Coiro et Valia réalisant des épisodes de la série.
La série est tournée sous les titres de travail "Libra" et "Clover",.
Le tournage dure jusqu'au 19 août 2021.
La série devait auparavant commencer le tournage le 6 juillet 2020, mais a été reportée en raison de la pandémie de Covid-19,,, puis en mars 2021,.

### Écriture
Kevin Feige a décrit la série comme une "comédie juridique d'une demi-heure" qui serait fidèle au point de vue de John Byrne sur She-Hulk dans les Comics Marvel,.
Dana Schwartz, Melissa Hunter, Cody Ziglar, et Kara Brown ont intégré l'équipe des scénaristes de la série. Début mai 2020, le travail sur les scripts de la série était terminé.

### Musique
La bande-son de la série a été réalisée par Amie Doherty. Mise à part cela, plusieurs musiques ont été intégrées aux épisodes que ce soit lors des génériques ou des scènes inter-générique :
- Fast (Motion) (en) de Saweetie (épisode 1 lors de l’entraînement de Jen)
- Who’s That Girl? de Eve (générique de l’épisode 1)
- Seize the Power de Yonaka (générique de l’épisode 3)
- Body (en) de Megan Thee Stallion (scène inter-générique de l’épisode 3)
- ZOOM (en) de Jessi (épisode 4 lors des matchs et rencards de Jen)
- Peppers and Onions de Tierra Whack (épisode 7)
- IDGAF de Dua Lipa (fin de l’épisode 7, avant le générique)

## Épisodes
1. Une colère normale et légitime (A Normal Amount of Rage)
2. Droit super-humain (Superhuman Law)
3. Le Procès Blonsky (The People vs. Emil Blonsky)
4. Les Lois de la magie (Is This Not Real Magic?)
5. Verte, méchante et à l'aise dans son jean (Mean, Green, and Straight Poured into These Jeans)
6. Simplement Jen (Just Jen)
7. Le Refuge (The Retreat)
8. L’habit ne fait pas la grenouille (Ribbit and Rip It)
9. Le Bon Côté de la barre (Whose Show Is This?)

### Épisode 1:Une colère normale et légitime
- Mondial : 18 août 2022 sur Disney+

Le Quatrième mur est brisé dans cette série. Ainsi, après avoir répété une plaidoirie dans son cabinet d'avocats face à un collègue persuadé de pouvoir faire mieux qu'elle, Jennifer Walters se présente elle-même à la caméra, afin d'expliquer les circonstances qui l'ont fait devenir une « Hulk ». Elle transporte le spectateur quelques mois plus tôt, alors qu'elle est sur la route pour une virée en compagnie de son cousin Bruce Banner qui est parvenu à maîtriser le passage à sa forme humaine grâce à un appareil de sa conception qu'il porte au bras. Brusquement, leur voiture se retrouve interceptée par un vaisseau Saakarien (il provient de la planète Saakar où Hulk avait passé deux années comme gladiateur). Pour l'éviter, Jennifer fait une grosse embardée et le véhicule part dans une série de tonneaux. Blessée, elle s'en extrait, puis détache son cousin et l'extrait à son tour. Ce dernier saigne, des gouttes se répandent sur les blessures de Jennifer, et ainsi contaminée, elle devient instantanément une forme féminine de Hulk.
Bruce emmène sa cousine dans son repaire tropical mexicain où se trouve son laboratoire conçu et offert par Tony Stark. Il est désormais sous sa forme « Smart Hulk » (c'est-à-dire le cerveau de Banner dans le corps du monstre vert), son bras abîmé lors de son claquement de doigts est guéri grâce aux propriétés du sang contaminé de Jennifer. Il veut la soumettre à une série de tests, en commençant par provoquer sa colère afin qu'elle se transforme. Il y parvient, elle devient Hulk en version féminine, mais à sa grande surprise, elle ne change pas de personnalité : si elle reconnait avoir perdu le contrôle lors de ses deux premières transformations, elle ne devient plus une monstruosité décervelée et incontrôlable, restant la même Jennifer Walters dans un corps deux fois plus grand et à la peau verte. À partir de là, Bruce l'entraîne. Lancer de rocher, saut, etc. mais elle semble faire mieux que lui dans tous les domaines, et elle exige le droit de partir de son repaire pour reprendre sa carrière tout en refusant absolument de devenir une super-héroïne. Elle lui démontre par ailleurs sa capacité à changer de forme à volonté, de sa forme humaine à celle de She-Hulk et de redevenir Jennifer, ce qu'il qualifie de « Completely new territory » (en bref, ses connaissances sur cette question sont largement dépassées). Il s'oppose à son départ, ils se battent, avant de se réconcilier et Bruce lui accorde son bon de sortie.
On retrouve Jennifer dans le prétoire, au cours du procès d'un industriel véreux contre lequel elle doit plaider. Alors qu'elle s'apprête à le faire, Titania surgit dans la salle en fracassant un mur. Nikki, la collègue et meilleure amie de Jennifer, lui suggère de devenir Hulk, elle refuse dans un premier temps de peur de se dévoiler, puis s'y résout, explosant son costume en devenant une Hulk, et assomme Titania d'un énorme coup de poing, laquelle est ensuite maîtrisée par les forces de l'ordre. Redevenue Jennifer et réajustant son costume déchiré, elle se déclare prête à conclure sa plaidoirie.
Scène inter-générique

### Épisode 2:Droit super-humain
- Mondial : 25 août 2022 sur Disney+

Tous les médias du pays saluent l'intervention de la nouvelle super-héroïne, rapidement surnommée Miss Hulk par les médias, qui a neutralisé  Titania lors du procès où elle plaidait contre l'entreprise défendue par le cabinet GLK & H. Elle a en effet sauvé de nombreuses vies. Dans le bar où l'emmène son ami Nikki, tous les clients attendent Miss Hulk, ce qui la contraint à se transformer à contrecœur. Alors qu'elle boit un verre, son patron vient lui annoncer qu'elle est renvoyée de son cabinet, qui a perdu le procès à cause de la confusion créée par sa transformation en monstre vert et des accusations de parti pris du jury pour avoir été sauvé. Par la suite, Jennifer Walters ne trouve pas de travail, tous les cabinets d'avocats qu'elle contacte rejettent sa candidature en raison de ce qu'elle est devenue. Finalement alors qu'elle noie son désespoir dans un verre, elle est abordée par Holliway, le patron de GLK & H, qui lui offre un poste. Elle doit prendre la direction d'une nouvelle division consacrée aux « droits des super-humains », et se rend à son nouveau et vaste bureau sous sa forme Miss Hulk, accompagnée de Nikki qu'elle a fait embaucher comme assistante.
La première tâche que Holliway confie à Jennifer est la défense d'Emil Blonsky / l'Abomination, gardé dans des quartiers de très haute sécurité et qui demande sa libération anticipée. Il fut un des principaux ennemis de Hulk et le responsable de nombreux ravages. Jennifer y voit un sévère conflit d'intérêts et refuse dans un premier temps d'assurer la défense de Blonsky. Mais Holliway lui dit que c'est à prendre ou à laisser. Elle se rend donc à la prison pour le voir, et il apparaît comme quelqu'un qui n'est plus une menace, manipulé par le gouvernement américain pour affronter le Hulk en s'injectant une version altérée du sérum de super-soldat, et qui a trouvé la paix intérieure en rédigeant des haïkus. Après un coup de fil à Bruce (dont on découvre qu'il se trouve à bord du vaisseau Saakarien apparu dans le premier épisode), elle décide d'accepter le poste et pense avoir trouvé une stratégie de défense avant de découvrir dans les médias le combat clandestin de l'Abomination.
Scène inter-générique

### Épisode 3:Le Procès Blonsky
- Mondial : 1er septembre 2022 sur Disney+

- Megan Thee Stallion (elle-même)

Jennifer Walters assure la défense d'Emil Blonsky, qui demande sa libération sur parole, devant un jury installé à l'intérieur de la cellule où se trouve le bocal ultra-sécurisé dans lequel il est retenu prisonnier. Ce dernier a comme « témoins de moralité » ses « âmes sœurs », sept femmes avec qui il a correspondu durant sa détention, venues le soutenir derrière une glace, habillées de blanc et couronnées de fleurs. Le problème quasi insurmontable pour l'avocate est que Blonsky s'est extrait de son bocal pour aller affronter le sorcier suprême Wong sur le ring d'un combat clandestin. Mais ce dernier, contacté par Jennifer et Nikki, finit par apparaître dans la cellule pour expliquer que c'est lui qui a « libéré » Blonsky pour pouvoir combattre l'Abomination, et que celui-ci a ensuite exigé de retourner dans sa cellule.
Parallèlement, un autre procès se déroule, mettant aux prises Dennis Bukowski, ancien et insupportable collègue de Walters, face à Runa, une elfe métamorphe farceuse de la Nouvelle Asgard qui s'est transformée en Megan Thee Stallion et l'a berné, parvenant à lui soutirer 175 000 dollars, et n'hésite pas à menacer quiconque lui faisant du tort de détruire sa réputation. Jennifer est appelée comme témoin, et elle permet à Bukowski de remporter son procès en expliquant comment sa mégalomanie et son égocentrisme ont fait qu'il ne s'est pas méfié face à l'énormité du subterfuge : Runa est condamnée à le dédommager et à faire un peu de prison pour avoir pris l'apparence du juge et tenter d'invalider le procès à sa place. La vraie Megan Thee Stallion est présente dans la salle d'audience.
Jennifer gagne son procès. Grâce à l'intervention de Wong, et à une démonstration de Blonsky, qui s'est transformé en Abomination avant de reprendre immédiatement sa forme humaine, démontrant à quel point il se maîtrisait, le jury lui accorde la liberté sur parole avec interdiction définitive de se transformer à nouveau. Alors qu'elle rentre chez elle, elle est attaquée par des malfrats munis d'armes asgardiennes, dont un qui tente de planter une aiguille dans sa peau. Celle-ci est trop épaisse et la manœuvre échoue. She-Hulk défait les malfrats qui s’échappent et craignent la colère de leur « patron » puisque leur mission a échoué.
Scène inter-générique

### Épisode 4:Les Lois de la magie
- Mondial : 8 septembre 2022 sur Disney+

Un magicien du nom de Donny Blaze, donne une représentation de son spectacle sur la scène du Mystic Castle. Cependant, l'exhibition de ses pouvoirs et de ses tours n'impressionne guère les spectateurs présents dans la salle. Par conséquent, il décide de passer à la vitesse supérieure et demande à Madisynn, une volontaire du public, de venir sur scène pour l'assister. Donny crée alors un portail qui mène à une autre dimension et y pousse Madisynn. Pendant ce temps, à Katmandou, au Népal, Wong regarde un épisode des Soprano, quand tout à coup Madisynn surgit devant lui, en passant par un portail, avec un cœur dans la main. Wong comprend immédiatement de quoi il s'agit.
Jennifer se rend à son bureau et finalise son profil sur l'application de rencontres Matcher. Nikki rentre dans la pièce et lui demande de regarder avec elle l'interview qu'elle a passé dans l'épisode précédent, quand tout à coup Wong surgit via un portail. Il lui explique qu'il y a un problème avec le magicien Donny Blaze, un ancien étudiant des Arts Mystiques, renvoyé pour avoir utilisé la magie de façons peu conventionnelles. Il lui explique que l'utilisation que fait Donny Blaze de ses pouvoirs pourrait causer une scission astrale et matérielle et lui demande donc d'attenter un procès contre ce dernier pour l'empêcher d'utiliser à nouveau sa magie à des fins de divertissement.
Le lendemain, Jennifer et Wong sont chez Donny Blaze et lui soumettent une injonction de cesser afin de suspendre son utilisation des arts mystiques. Lors du procès, la juge a du mal à comprendre qu'un simple « tour de magie » puisse constituer une « grave négligence » et demande un témoin. Wong ouvre alors un portail menant à Madisynn afin que cette dernière témoigne en leur faveur. Cette dernière indique qu'elle a fait un pacte avec un démon afin de s'échapper. Wong explique ensuite au juge, que l'utilisation que fait Donny Blaze de la magie, pourrait créer une boucle temporelle entre les galaxies et détruire toute forme de vie dans les univers connus et inconnus. Finalement, la juge autorise Donny à exercer sa magie tant qu'elle n'a pas pris de décision.
Le vendredi soir, le téléphone de Jennifer lui indique qu'elle n'a aucun nouveau match. Elle décide alors de créer son profil Matcher en tant que She-Hulk et obtient une pluie de matchs dans la foulée. Elle a ensuite plusieurs rencards et tombe finalement sur un pédiatre avec qui ça se passe bien et ils décident d'aller chez elle. On retrouve alors Donny Blaze au Mystic Castle avec une autre femme sur scène. Il fait apparaître un oiseau blanc qui se pose sur la main de la jeune femme et pond un œuf. Cet œuf éclot alors et laisse sortir un bébé démon qui grandit à vue d'œil. Donny ouvre un portail pour y pousser le démon, mais ce dernier reste accroché et revient dans la salle avec d'autres démons. Donny décide alors d'aller chercher Wong chez lui et ce dernier se tourne vers Jennifer pour lui demander son aide. Après s'être battue contre les démons et les avoir renvoyés chez eux, elle demande à Donny s’il compte satisfaire la demande d'injonction. Ce à quoi l'intéressé répond positivement. De retour chez elle avec son rencard, elle le soulève jusqu'à sa chambre. Cependant, le lendemain elle est à nouveau sous sa forme humaine et son rencard, qui semble alors déçu, s'en va précipitamment.
L'épisode se termine lorsqu’un huissier de justice toque à la porte et indique à Jennifer que Titania, ayant déposé la marque du pseudo She-Hulk, lui intente un procès pour utilisation frauduleuse du pseudo.
Scène inter-générique

### Épisode 5:Méchante, verte et bien moulée dans son jeans
- Mondial : 15 septembre 2022 sur Disney+

Titania a déposé le nom de "Miss Hulk" pour une ligne de cosmétiques, ce qui empêche Jennifer de pouvoir utiliser ce nom officiellement. Holliway la force à régler cette histoire légalement le plus tôt possible, pour l'image de GLK&H et choisit Mallory Book pour la défendre à la cour. Afin que Jennifer puisse aussi gagner la guerre d'image, Book missionne Nikki et Pug de refaire sa garde-robe et de surtout lui trouver une tenue de super-héroïne ; Nikki parvient à convaincre Luke Jacobson, un tailleur très sélectif dans ses clients mais connu pour rendre service à des personnes avec des pouvoirs.
Book et Walters poursuivent également Titania pour parasitisme, affirmant que l'influenceuse utilise illégalement la notoriété de Miss Hulk pour vendre des produits. Titania commence à convaincre la juge que Walters a dénigré publiquement le surnom de Miss Hulk, mais en découvrant que Todd, un des hommes qu'elle a rencontrés, est client du GLK&H, elle a l'idée de faire témoigner tous les hommes qu'elle a vus grâce à son application de rencontre afin d'établir qu'elle s'est bien identifiée au personnage de Miss Hulk avant l'exploitation du nom par Titania ; l'exercice est humiliant mais lui permet de gagner le procès et de gagner la sympathie de Book.

### Épisode 6:Simplement Jen
- Mondial : 22 septembre 2022 sur Disney+

Walters est invitée à être demoiselle d'honneur au mariage d'une vielle amie de lycée, Lulu. Lorsqu'elle arrive, cependant, elle est déçue de constater que Lulu veut qu'elle se présente comme elle-même et non She-Hulk pour ne pas lui voler la vedette, et la charge de nombreuses tâches ingrates avant le mariage. Jennifer est stupéfaite en voyant que Titania est également présente car elle sort avec l'un des garçons d'honneur de Lulu. Au cours de la réception, Walters sympathise avec Josh, un ami du marié. Titania profite d'un instant d'ivresse de Jennifer pour l'attaquer et avoir sa revanche face à She-Hulk. Après un bref combat qui se termine sur une chute qui lui brise ses implants dentaires, Titania s'effondre et quitte brutalement la cérémonie.

### Épisode 7:Le Refuge
- Mondial : 29 septembre 2022 sur Disney+

- Trevor Salter (Josh Miller)
- Nick Gomez (Démolisseur)
- Joseph Castillo-Midyett (VF : Christophe Lemoine) (El Aguila)
- Nathan Hurd (Homme-taureau)
- Terrence Clowe (Saracen (en))
- Jordan Aaron Ford (Porcupine)

Walters a plusieurs rendez-vous avec Josh, mais il disparaît mystérieusement après qu'ils ont couché ensemble. En attendant impatiemment un message de sa part, elle reçoit un appel de l'agent de libération conditionnelle de Blonsky, qui l'informe que l'inhibiteur qui empêche Blonsky de se transformer en Abomination est cassé et qu'elle doit se rendre à son lieu de retraite pour le vérifier. Lorsqu'elle arrive sur place et que l'inhibiteur est réparé, Man-Bull et El Águila, deux membres de la communauté qui sont en plein duel, détruisent accidentellement sa voiture, la forçant à y rester jusqu'à ce qu'elle puisse être remorquée.
Le lieu de méditation n'a aucun réseau, et Walters continue d'attendre nerveusement une réponse de Josh. En errant sur le site dans l'espoir de trouver un endroit qui capte, elle assiste à une séance de thérapie de groupe avec Blonsky, Man-Bull, El Águila, Porcupine, Saracen, mais aussi, à sa surprise, un des membres de l'équipe des Démolisseurs. Devant toujours attendre une dépanneuse, elle décide de prendre part au groupe de parole. Elle confie qu'elle avait apprécié d'être vue comme Jennifer et non celle qui peut devenir Miss Hulk, et les membres du groupe la convainquent de supprimer les coordonnées de Josh et de tourner la page.

### Épisode 8:L’habit ne fait pas la grenouille
- Mondial : 6 octobre 2022 sur Disney+

Forcée par Holliway, Walters prend en charge une nouvelle affaire : elle doit représenter Eugene Patilio / Leap-Frog, qui souhaite poursuivre Jacobson pour lui avoir fourni une super combinaison défectueuse. Jacobson est représenté par Matt Murdock devant le tribunal, qui parvient à gagner l'affaire lorsque Patilio révèle par inadvertance qu'il a désobéi aux instructions de Jacobson pour l'utilisation du costume et utilisé un carburant très inflammable. Après le procès, Murdock et Walters se retrouvent autour d'un verre et le courant passe tout de suite entre eux. Par la suite, Patilio contacte Walters pour demander de l'aide contre un agresseur inconnu. Walters arrive et se bat contre l'agresseur, qu'elle découvre être Murdock en tant que son personnage de super-héros, Daredevil.

### Épisode 9:Le Bon Côté de la barre
- Mondial : 13 octobre 2022 sur Disney+

Walters est libérée de la garde du Damage Control, à condition de porter un inhibiteur pour l'empêcher de se transformer ; par conséquent, elle perd son emploi chez GLK&H et doit rendre son nouvel appartement pour retourner chez ses parents et fuir la presse. Elle décide d'aller à la retraite de Blonsky pour demander conseil, après avoir recueillir des informations sur Intelligencia et le HulkKing. Nikki reçoit avec succès une invitation du HulkKing à se joindre à un rassemblement privé en utilisant une vidéo de Walters ivre lors d'une soirée étudiante et demande à Pug d'infiltrer l'événement, réservé aux hommes. Pug assiste au rassemblement, qui a également lieu à la retraite de Blonsky, et découvre que Todd est HulkKing. Walters arrive à la retraite et tombe sur le rassemblement. Blonsky est également présent sous sa forme d'Abomination, agissant en tant qu'orateur de motivation, bien qu'il n'ait aucune connaissance des véritables objectifs d'Intelligencia. Walters affronte Todd, qui s'injecte une substance contenant son sang, se transformant en Hulk. Un combat s'ensuit, car Titania et Banner se joignent également de manière inattendue.
Frustrée de voir le scénario partir dans une direction qui n'a aucun sens, Walters brise soudainement le quatrième mur et se rend dans les studios de tournage pour demander des comptes aux scénaristes de la série. Ils lui disent que le responsable est Kevin (le prénom du véritable patron des Marvel Studios, Kevin Feige) mais elle rencontre en fait K.E.V.I.N., une IA qui prétend être en charge de toutes les décisions de l'intrigue du Marvel Cinematic Universe. Walters persuade K.E.V.I.N. de réécrire le point culminant de l'épisode, ce qu'il accepte à contrecœur. À son retour dans la série, Walters découvre que Titania a vaincu les membres d'Intelligencia, tandis que Phelps et Blonsky (qui a violé les conditions de sa libération conditionnelle) sont arrêtés. Walters rentre chez elle pour célébrer avec sa famille, rejointe par Murdock et Banner, ainsi que le fils de ce dernier, Skaar, venu de Sakaar. Quelque temps plus tard, après avoir retrouvé son emploi, Walters assiste à son procès contre Todd et promet de poursuivre son travail à la fois d'avocate et de super-héros.
Scène inter-générique

## Accueil critique
Sur fond vert : Taux d'approbation par épisode sur Rotten Tomatoes
Le site d'agrégation de critiques Rotten Tomatoes donne un taux d'approbation de 87%, avec une note moyenne de 7/10, basé sur 565 critiques. Metacritic, qui utilise une moyenne pondérée, donne à la série une moyenne de 67/100 basée sur 26 critiques, indiquant un consensus globalement favorable.

## Futur
En novembre 2019, Kevin Feige a déclaré qu'après avoir présenté She-Hulk dans la série, le personnage passera aux films MCU.